# Chorvatské Přímoří

Mapa chorvatského Přímoří

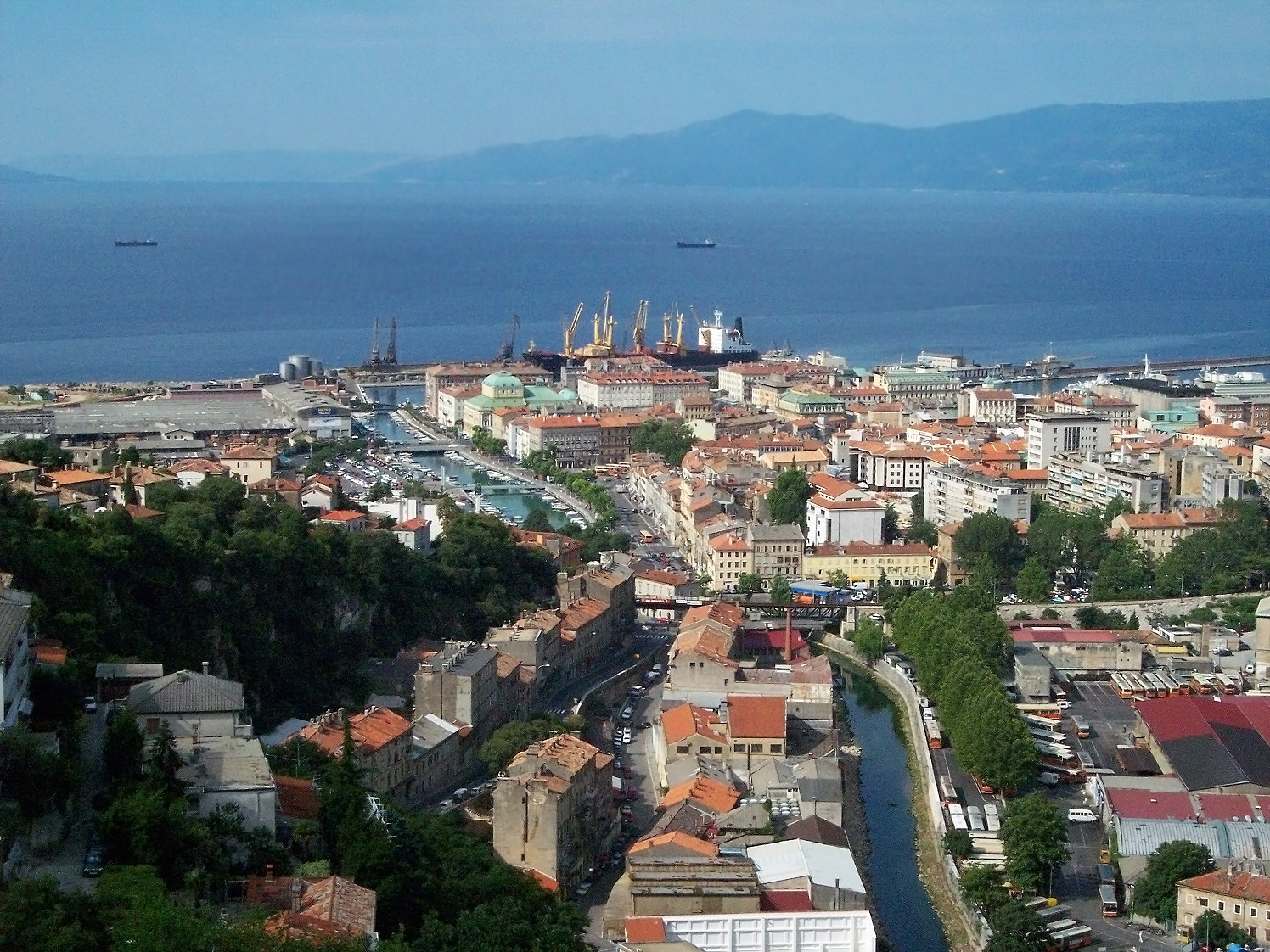
Rijeka, největší město v chorvatském Přímoří

Chorvatské Přímoří (chorvatsky Hrvatsko primorje) je region v Chorvatsku. Je součástí Středního Chorvatska. Je rozdělen mezi Přímořsko-gorskokotarskou a Licko-senjskou župu. K regionu patří i ostrovy Krk, Plavnik a Prvić, někdy jsou k němu ale řazeny i ostrovy Cres, Rab, Lošinj, Ilovik a Unije. Začíná u města Kastav a pokračuje těsně po pobřeží, končí mezi vesnicemi Barić Draga a Tribanj. Území zahrnuje pohoří Obruč a část pohoří Velebit, nejvyšším vrcholem je 1 699 m vysoká hora Mali Rajinac.
Rozloha chorvatského Přímoří je 2 830 km², v roce 2011 zde žilo celkem 228 725 obyvatel, hustota zalidnění je 81 obyvatel na km². V regionu se nacházejí města Rijeka, Kastav, Crikvenica, Bakar, Kraljevica, Novi Vinodolski, Senj, Krk a opčiny Klana, Viškovo, Jelenje, Čavle, Kostrena, Karlobag, Baška, Vrbnik, Dobrinj, Malinska-Dubašnica a Omišalj.

## Historie

### Středověk

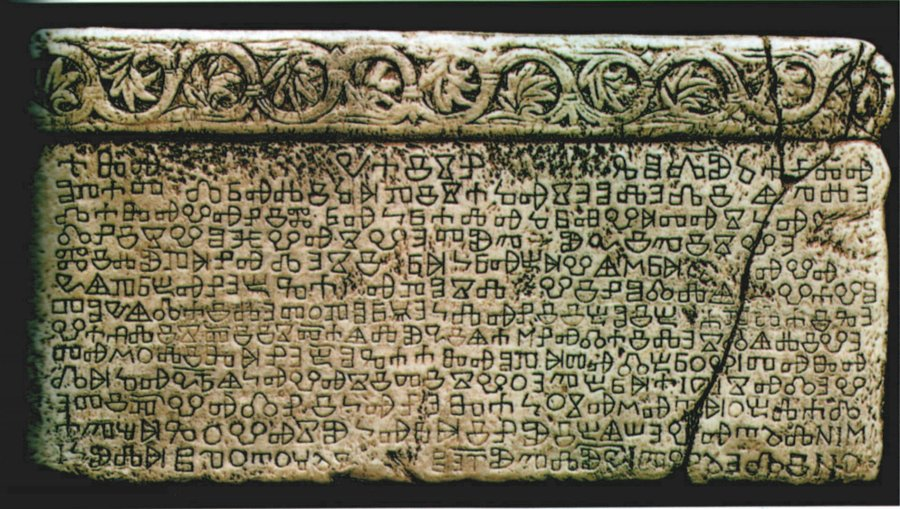
Bašská deska nalezená na ostrově Krk

V raném středověku, po pádu Římské říše, bylo jaderské pobřeží regionu ovládáno Ostrogóty, Langobardy a Byzantskou říší. Karolínská říše narostla na významu v poslední části tohoto období a následně nad západním pobřežím Jaderského moře až ke Kvarnerskému zálivu převzalo kontrolu franské Italské království. Byzantská kontrola nad opačným pobřežím se postupně oslabovala v důsledku avarských a chorvatských invazí začínajících v 7. století.
Region byl postupně začleněn do středověkého Chorvatského království v 11. století, kdy království dosáhlo svého územního vrcholu a město Senj se stalo nejvýznamnějším centrem regionu. Z této doby pocházejí významné památky chorvatského historického dědictví, z nichž nejvýznamnější je Bašská deska, jeden z nejstarších dochovaných nápisů v chorvatštině.
Během vrcholného středověku pokračoval boj o region, protože Benátská republika začala rozšiřovat svůj vliv a území, čímž postupně zatlačovala Chorvatsko, které bylo od roku 1102 v personální unii s Uherskem. Do roku 1420 ovládaly Benátky Istrii a Dalmácii, stejně jako všechny ostrovy Kvarnerského zálivu kromě Krku. Ostrov se stal součástí benátského panství v roce 1481, ale Benátkám se nikdy nepodařilo dobýt pevninskou část regionu, což by zcela spojilo benátská území ve východním Jadranu.

### Habsburská éra

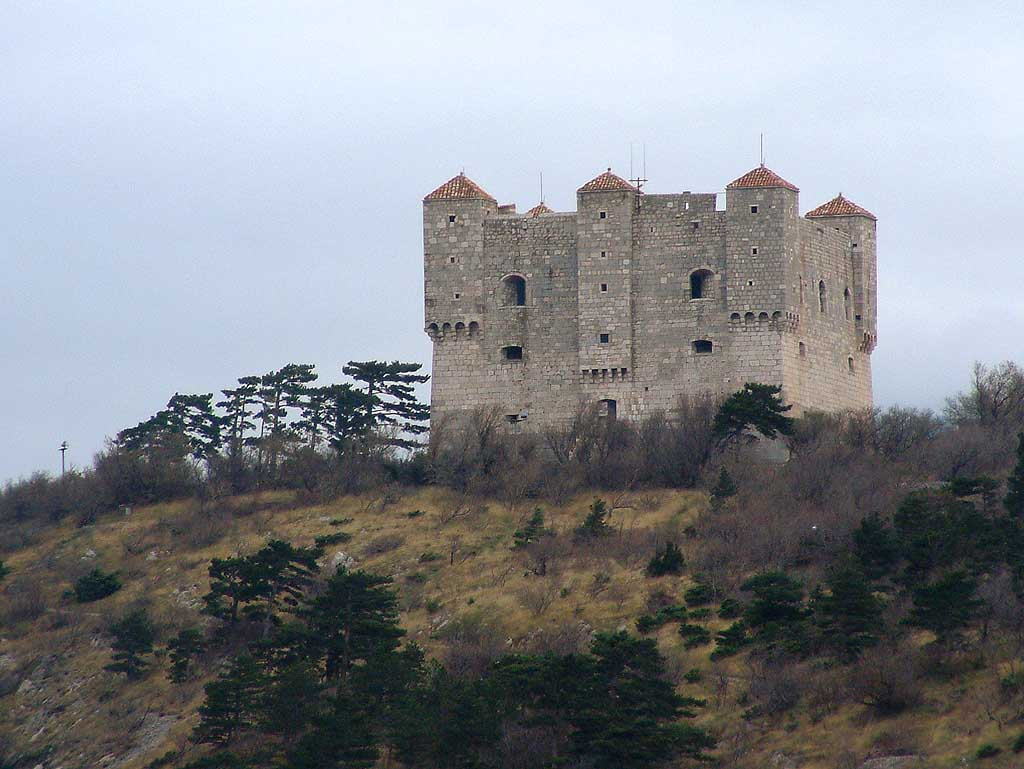
Pevnost Nehaj u Senje

Osmanské výboje vedly k bitvě na Krbavském poli (1493) a bitvě u Moháče (1526), což byla rozhodující osmanská vítězství. Druhá z těchto bitev způsobila nástupnickou krizi v Uherském království. Na volbě v Cetinu v roce 1527 byl Ferdinand I. Habsburský zvolen novým vládcem Chorvatska pod podmínkou, že poskytne ochranu proti Osmanské říši, která od roku 1522 pronikla až do Liky, ležící v bezprostřední blízkosti regionu.
Protože se oblast stala místem střetu mezi Habsburky, Osmany a Benátkami, její obrana získala zásadní význam v nově vzniklé Chorvatské vojenské hranici, což dokládá i činnost senjských Uskoků. Po osmanském dobytí jejich původní základny v Klisu si Uskokové zřídili nové sídlo v pevnosti Nehaj jako obranu proti osmanské expanzi na západ. Podnikali také výpady proti křesťanským komunitám pod osmanskou nadvládou i proti benátským obchodníkům a obyvatelstvu. Střety mezi Uskoky a Benátkami vyvrcholily v letech 1615–1617 furlanskou válkou, která vedla k přemístění Uskoků, jejichž poslední léta v Senji byla poznamenána pirátstvím a loupežemi. Mezi lety 1684 a 1689 byli Osmané donuceni ustoupit z Liky i celého blízkého regionu.
V roce 1797 po francouzském dobytí zanikla Benátská republika. Její území bylo následně předáno Rakouskému arcivévodství, avšak po Prešpurském míru v roce 1805 bylo vráceno Francii. Bývalé benátské državy na východním pobřeží Jadranu, včetně dnešního Chorvatského Přímoří, byly začleněny do souboru samostatných provincií Francouzského císařství – Ilyrských provincií, které vznikly v roce 1809 na základě Schönbrunnské smlouvy. Krátce před bitvou u Waterloo přidělil Vídeňský kongres v roce 1815 Ilyrské provincie Rakouskému císařství.